# 比姆拉奥·拉姆吉·安贝德卡
比姆拉奥·拉姆吉·安贝德卡（1891年4月14日—1956年12月6日），简称安贝德卡，又譯阿姆倍伽爾、安倍多伽爾、安倍德卡、安倍卡，印度中央邦姆霍沃人。他是印度法學家、經濟學家、政治家和社會改革家，啟發了達利特佛教運動，並反對各界對達利特人的社會歧視。他是獨立後第一位印度法律和司法部長，也是印度憲法的首席設計師。
獲得了哥倫比亞大學和倫敦經濟學院的經濟學博士學位，其在法律、經濟學和政治學方面的研究亦獲得了學者的聲譽。在早期生涯中，他是經濟學家、教授和律師，到了後期生涯則致力於政治活動，參與了印度獨立運動並進行競選和談判，並出版了期刊，為達利特人倡導政治權利和社會自由，亦為建立印度共和國做出了重要貢獻。

## 生平

### 早年生涯
出生在今印度中央邦姆霍沃。是家里第14个也是最小的一个孩子。他家带有来自今印度马哈拉施特拉邦的馬拉地人的背景。他家属于马哈尔种姓，受到歧视。他的祖先曾长期在不列颠东印度公司的军队任职，他的父亲曾在姆霍沃的英属印度军队服役。
作为印度教徒，他在父亲的鼓励下阅读印度教经典。尽管因为是贱民而受到歧视，但父亲仍用自己在军队中的位置使孩子们进入政府学校学习。虽然能够上学，但包括他在内的贱民儿童都被与其他同学隔离，教师很少注意或帮助他们。他们被禁止坐在教室。即使他们需要喝水，高种姓的人也必须从高处给他们倒水，而不能接触盛水的碗。这个任务通常由学校的苦工完成，如果苦工不在，他们就没有水喝。后来他在作品中描述这段经历为“没有苦工，没有水”。他被要求坐在一个麻袋上，下课后他必须将麻袋带回家。
1894年父亲退休，两年后带全家人搬到了萨塔拉。搬家后不久，他的母亲就死了。孩子们由他们的姑母照顾，生活困难。家里只有三个儿子、两个女儿活了下来。在兄弟姐妹里，只有阿姆倍伽尔成功通过了考试，从高中毕业。在校期间，他的婆罗门老师很喜欢他，将他的姓从“Ambavadekar”改成了“Ambedkar”。
1897年，全家迁居孟买。他成为埃尔芬斯通高中里唯一一个贱民学生。1906年，他和9岁的女孩拉马拜（Ramabai）结婚。1907年通过毕业考试。1908年进入孟买大学下属的埃尔芬斯通学院，成为他所在的贱民社群里第一个进入该学院的学生。这一成功激起了他的社群举办庆祝活动，在其中一次公共庆典上，他获得他家的朋友达达·凯卢斯卡尔（Dada Keluskar）赠与一部自己写的佛陀传记。

## 留學經歷

### 孟買大學
1912年，他从孟买大学获得了经济学和政治学学位，准备进入巴罗达土邦政府任职。他的父亲却在1913年2月2日突然病逝。

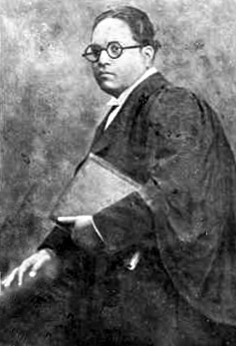
1922年获得大律师资格后的阿姆倍伽尔

### 哥倫比亞大學
1913年，他获得了为期三年的巴罗达土邦奖学金，留学美国哥伦比亚大学接受研究生教育，主修经济学，1915年、1916年先后获得两个文学硕士学位，1927年获得博士学位。与此同时，1916年他被格雷律师学院及伦敦政治经济学院录取，但刚开始写博士论文时就因巴罗达土邦奖学金到期而不得不回印度。他被准许在四年内提交博士论文。

### 倫敦政治經濟學院
1921年，他从伦敦政治经济学院获硕士学位。1923年又从伦敦政治经济学院获经济学的理学博士学位。同年，他被格雷律师学院准许加入律师公会。后来，1952年从哥伦比亚大学获得法学博士学位（Ll.D）。1953年从印度奥斯马尼亚大学获得法学博士学位（Ll.D）。这样他就获得了四个博士学位。

## 反對不可接觸
因为他是在巴罗达土邦奖学金资助下留学，所以回国后要为巴罗达土邦服务。他被任命为盖克瓦德的军事秘书，但很快就因受到高种姓同事的歧视而被迫辞职。此后，为了养活他的大家庭，他当过家教、会计，还开办过投资咨询业务，但他的客户只要知道他是贱民后就不再找他。1918年，他出任孟买的西德纳姆贸易经济学院教授。虽然他很受学生欢迎，但其他教授都不和他共用饮用水壶。
他应邀出席索思伯勒委员会作证，该委员会正在制定1919年印度政府法案。在本次听证会上，阿姆倍伽尔主张创建单独的选区和保留地给「不可接触者」和其他宗教团体。1920年，在戈尔哈布尔的沙哈吉二世帮助下，他在孟买创办了《Mooknayak》（沉默者的领袖）周刊。1926年，他为三位非婆罗门领导人成功辩护，这三位领导人指责婆罗门社群毁了印度，随后被以诽谤罪起诉。
1925年，他被任命为孟买管辖委员会（Bombay Presidency Committee）委员，同全欧洲西蒙委员会一起工作。1927年，他领导了马哈德的真理坚固运动（非暴力不合作运动），为马哈德的「不可接触者」争取从镇内的公共水箱接水的权利。1927年末，他在一次会议上公开抨击印度教法典《摩奴法典》是从思想上论证支持种姓歧视和“不可接触者制度”，并号召大家焚烧《摩奴法典》。1927年12月25日，在他的带领下，数千人一起焚烧了许多本《摩奴法典》。
1930年，他又领导发动了卡拉拉姆庙（Kalaram Temple）真理坚固运动。这是一个非暴力运动。他为此准备了三个月。大约15000名志愿者展开了纳西克最大规模的游行。游行队伍到达卡拉拉姆庙大门口时，婆罗门祭司连忙关上了大门，该运动是为「不可接触者」争取人的尊严和自尊。
1932年，在《社群裁决》中，英国宣布“下层”将各自组成独立选区。甘地强烈反对将「不可接触者」设为独立选区，表示担心这样的安排会将印度社群分成两组。甘地因为禁食抗议而被囚禁在浦那的耶尔瓦达中央监狱。随后很快，国会政治家和活动家如马丹·莫汉·马拉维亚、帕尔万卡尔·巴卢同阿姆倍伽尔及其支持者在耶尔瓦达举行联席会议。1932年9月25日，阿姆倍伽尔（代表印度人中的下层）同马丹·莫汉·马拉维亚（代表其他印度人）达成《浦那协议》。该协议在临时议会中给下层预留议席，并创建普遍选区而非单独选区。根据这项协议，下层在议会获得148个席位，以取代之前英国首相拉姆齐·麦克唐纳在《社群裁决》许诺的71个席位。该协议使用的术语“下层”（Depressed Classes）是指印度教徒中的不可接触者，后来在1935年印度法案（India Act 1935）及1950年印度宪法中被称为表列种姓和表列部落。

## 政治風雲

### 對民法典的支持

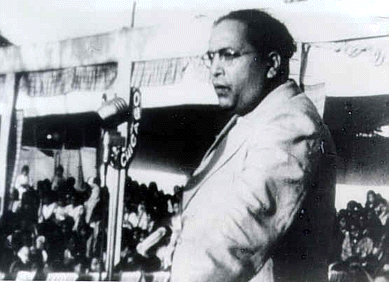
1935年10月13日，他在纳西克耶奥拉（Yeola）的集会中发表讲话

1935年，他被任命为孟买政府法学院院长，任职两年。同年，妻子拉马拜在患病多年后去世。她长久以来有去潘达尔普尔朝圣的心愿，但他不让她去，并告诉她，他会为她创建一个新的潘达尔普尔以取代印度教的潘达尔普尔，在那里他们将不被视为不可接触者。1935年10月13日，在耶奥拉改宗大会（Yeola Conversion Conference）上，他宣布他打算改宗一个不同的宗教，并劝诫他的追随者脱离印度教。此后他在印度各地无数的公众集会上重复了他的观点。
1936年，他创立独立工党，该党参加1937年孟买的中央立法议会选举，争夺13个保留席位和4个普通席位，最终获得11个保留席位和3个普通席位。

## 起草印度憲法
1947年8月15日，印度独立。印度国大党领导的新一届政府邀请阿姆倍伽尔担任印度独立后第一任法律和司法部部长。同年8月29日，他被任命为宪法起草委员会主席，经制宪会议授权负责制定印度的新宪法。宪法于1949年11月26日获得制宪会议通过。
1951年，他辞去内阁职务。这是因为议会暂停审议他提出的《印度教法典议案》（Hindu Code Bill）草案，草案试图阐明在继承法和婚姻法中的性别平等。他作为独立候选人参加了1952年人民院选举，却败给了一位名不见经传的候选人。1952年3月，他被任命为联邦院议员，一直任至去世。

## 皈依佛教

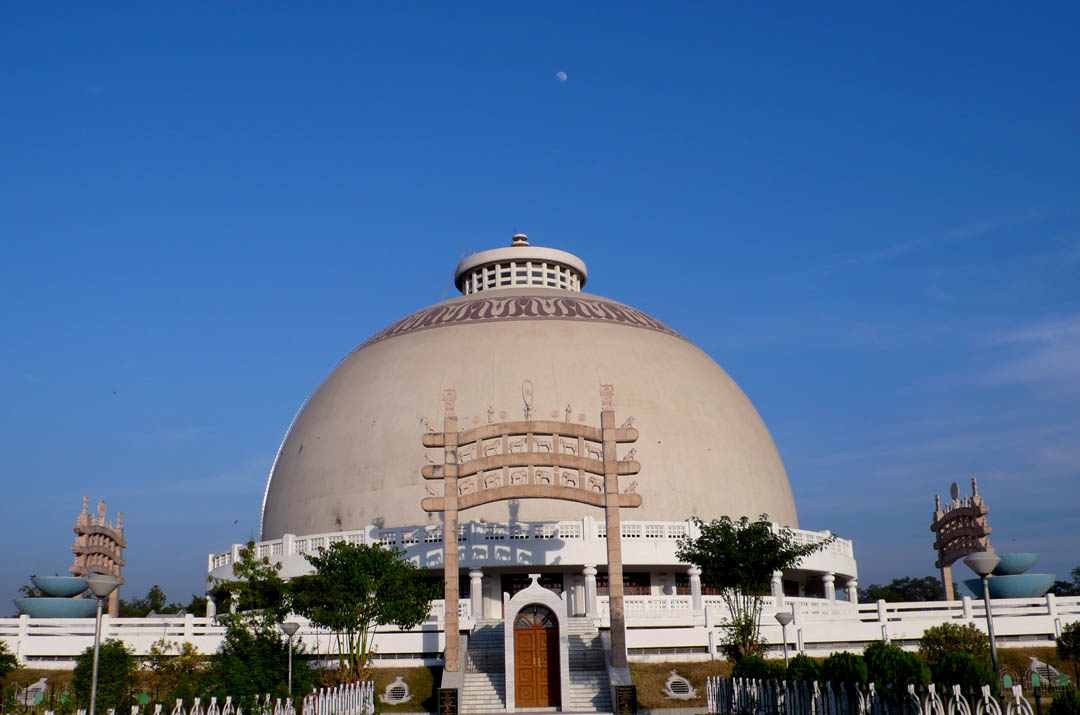
那格浦尔的迪克沙布米，1956年阿姆倍伽尔率领追随者们集体皈依佛教之处

由于他的博学及其对国家作出的贡献，他被普遍尊称为“巴巴萨海布”（Babasaheb，意思是爸爸先生）。
他曾表示，贱民获得完全自由的唯一出路是从心理上抛弃印度教和种姓制度的束缚。他曾考虑皈依锡克教，锡克教主张要反抗压迫，因此也适合其他表列种姓。但在与锡克社群的领导人会面后，他否定了这个想法，因为他认为这可能会导致在锡克教徒中的二流地位。
他终生研究佛教。1950年前后，他把注意力完全投向佛教，并前往锡兰（今斯里兰卡）出席世界佛教徒联谊会。他在浦那附近捐建一座新的佛教精舍，并宣布他正在写关于佛教的书，书写完后他打算正式皈依佛教。1954年，他两次访问缅甸，其中第二次是为参加在仰光举行的第三届世界佛教徒联谊会。1955年，他成立了印度佛教协会。他完成了他最后的著作《佛和他的佛法》（The Buddha and His Dhamma），1956年在他死后出版。
在同斯里兰卡佛教僧人哈马拉瓦·萨达蒂萨会面后，他在1956年10月14日在那格浦尔组织了一场皈依佛教大会。他率妻子及追随者共500,000人接受三皈五戒，正式成为佛教徒。
尽管印度独立之后由他领导制定的宪法明令禁止对低种姓人的歧视，但不可接触者至今仍倍受歧视，比如只能从事地位比較低、条件恶劣的工作，孩子在学校必须单独吃饭，不能在村中公共水井打水，不准进印度教庙宇，不准进阶层较高的印度教徒家中等等。1990年，印度政府曾推行为低种姓阶层保留27%政府公职的政策，引发高种姓人群十万人到新德里游行抗议，还有63名学生在事件中自焚。自他去世后，印度不可接触者皈依佛教的现象越来越普遍。2007年5月27日，在印度孟买一个跑马场内，近十万名印度部落居民及不可接触者举行皈依佛教大典，就此脱离印度教皈依佛教，此次大典是由印度国会议员、印度共和党主席阿塔瓦勒筹办。

## 去世
1956年12月6日，他在印度德里的家中病逝。

## 纪念
- 巴巴萨海布·阿姆倍伽尔博士国际机场：是印度马哈拉施特拉邦那格浦尔的国际机场，以阿姆倍伽尔博士（被尊为“巴巴萨海布”）名字命名。
- 巴巴萨海布·阿姆倍伽尔博士开放大学（英语：Dr. Babasaheb Ambedkar Open University）
- 巴巴萨海布·阿姆倍伽尔博士理工大学
- 巴巴萨海布·阿姆倍伽尔博士马拉特瓦达大学（英语：Dr. Babasaheb Ambedkar Marathwada University）